# Marieborgs herrgård

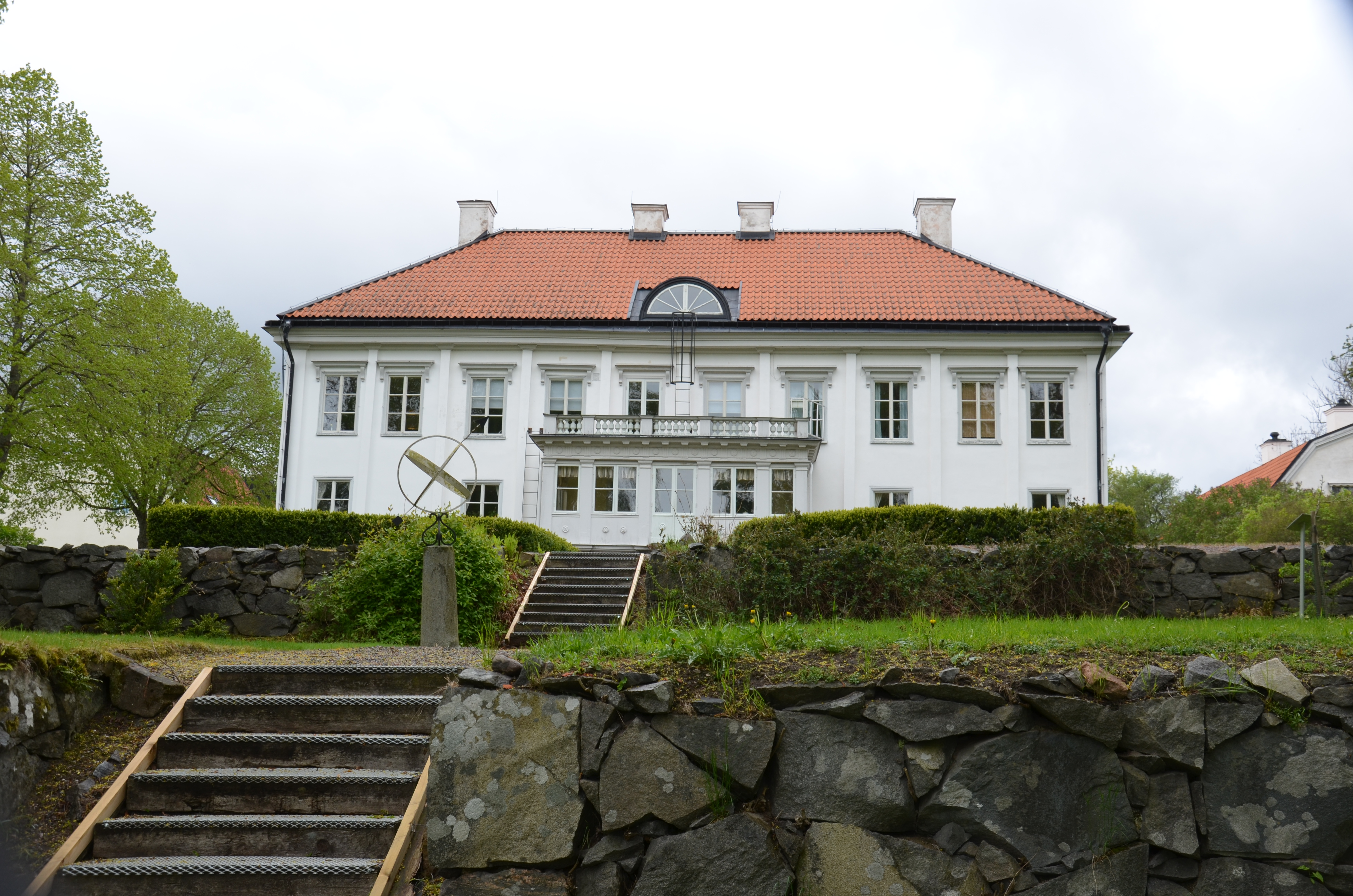
Marieborgs herrgård

Marieborgs herrgård är en herrgård och byggnadsminnesförklararad byggnad i Östra Eneby socken, Norrköping.

## Historik
Gården var från början en by med namnet Berga, som vanligtvis skiftade emellan en mängd olika ägare. År 1652 tillbytte sig greve Axel Lillie två gårdar från kronan vilka. Den innehades 1687 jämte en annan frälsegård av assessor Louis de Geer och 1725 av hans arvingar. De ännu underlydande Klingstad och Bisketorp har även haft samma ägare, men hörde tidigare under 1500-talet under Norsholm. En halv gård i Berga ägdes 1687 av Sten Arvidsson (Natt och Dag). Enligt en ägodelning innehades Berga 1758 bland andra av ryttmästare Johan Adelsvärd, inspektor Malmberg, greve Sperling och friherre Johan Jakob De Geer. Omkring år 1763 övergick alla dessa gårdar dels genom köp och dels genom byte till hovrättsassessor Niclas Wadström. Under 1760-talet lät han uppförde huvudbyggnaden och uppkallade den efter sin hustru Maria Blomberg. Han uppförde även ett tegelbruk på platsen. Sonen Carl Bernard Wadström, känd som abolitionist, växte upp på Marieborgs herrgård.
Huvudbyggnaden är ett tvåvånings timrat och vitputsat hus med lika höga flyglar i reveterat timmer. Herrgården hade ursprungligen två flygelbyggnader, varav den ena, i vitputsat resvirke, från 1821, finns kvar. Gården byggdes till på 1780-talet under kammarherren Fredrik Ulrik von Friesendorffs ägarskap. Huvudbyggnaden restaurerades 1973.
Marieborgs herrgård används sedan 1934 av Marieborgs folkhögskola, som drivs av Marieborgs folkhögskoleförening och har sina rötter i arbetarrörelsen i Östergötland.

## Fotogalleri

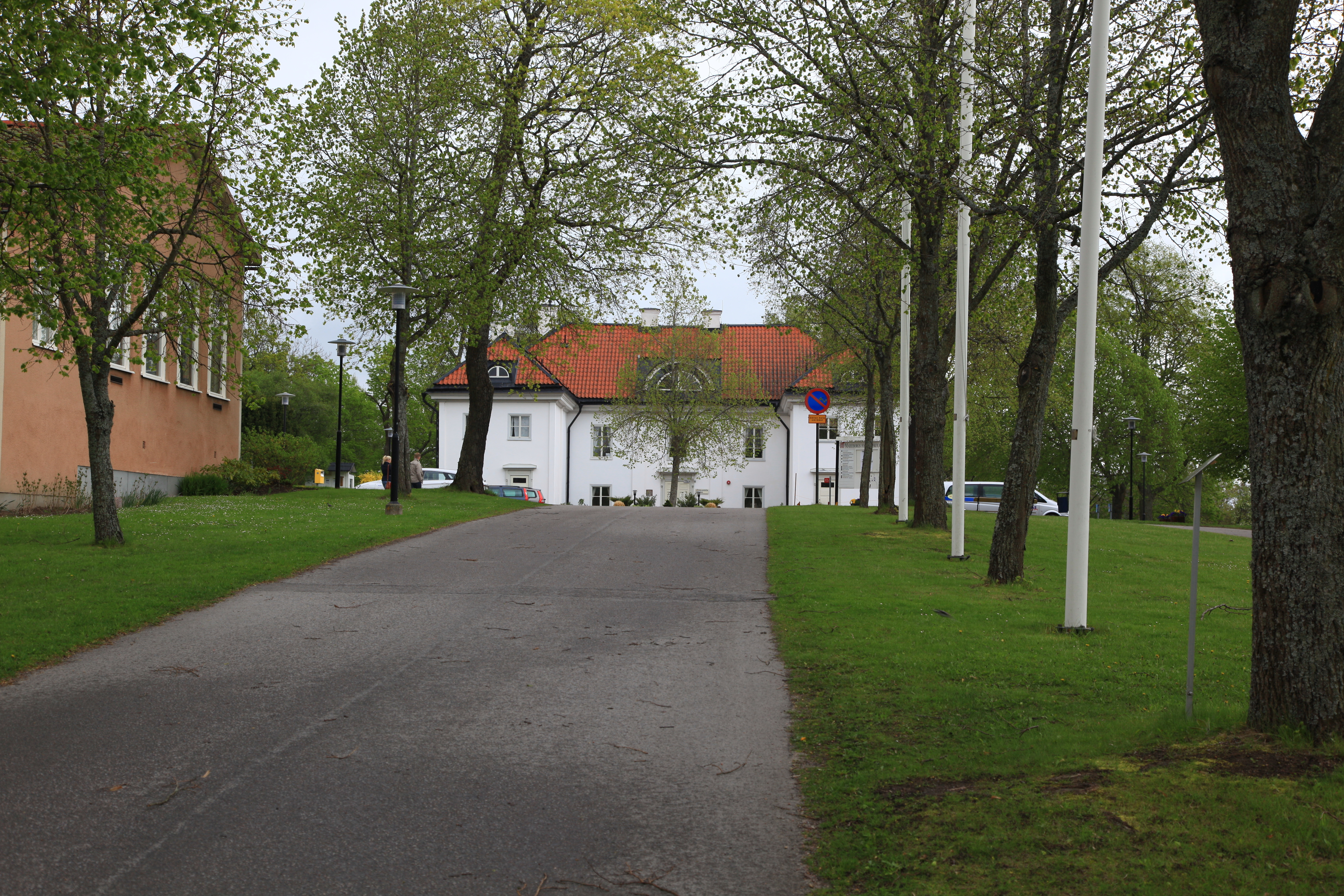
Entrén till Marieborgs herrgård
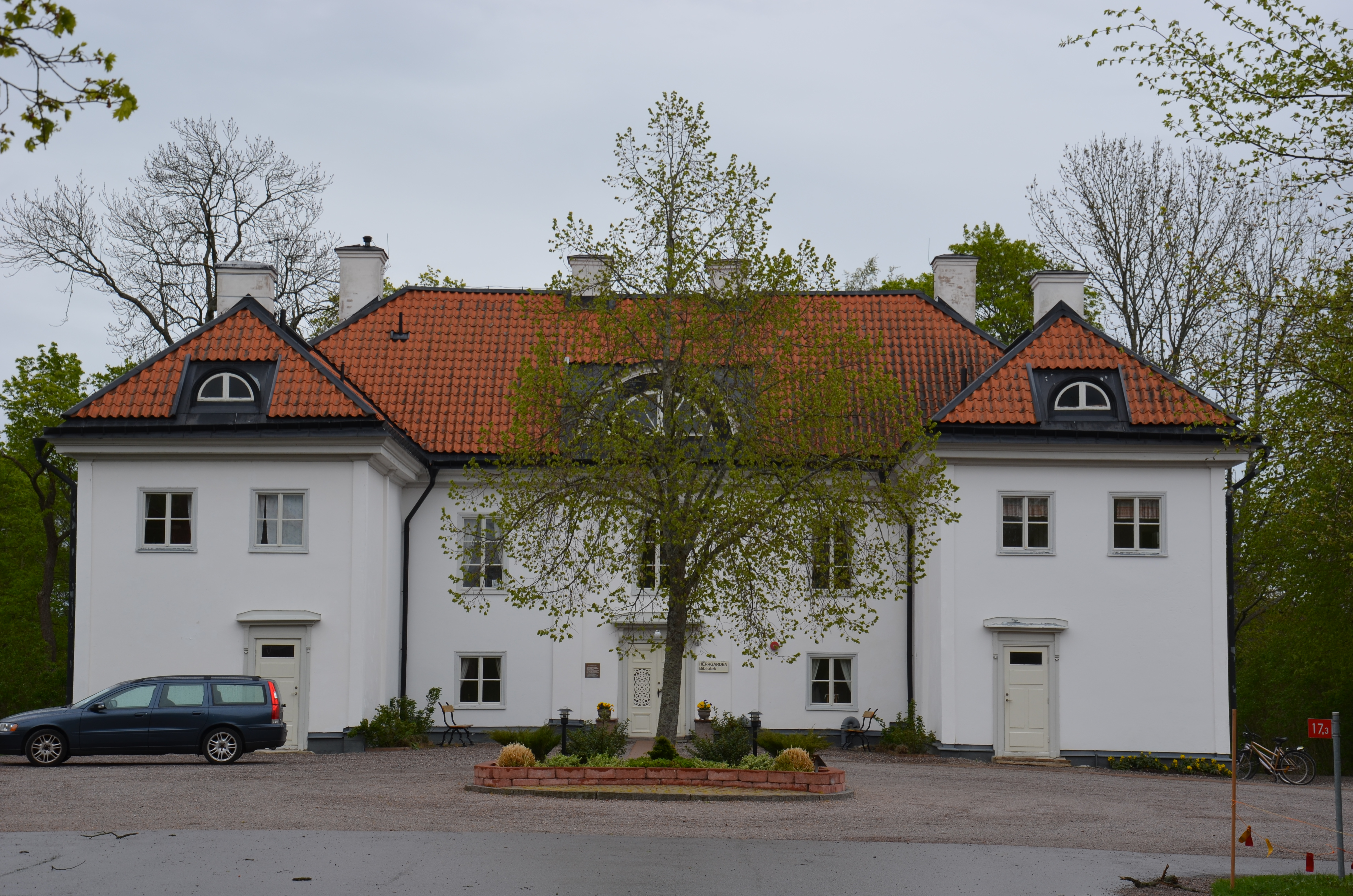
Huvudbyggnaden från entrésidan
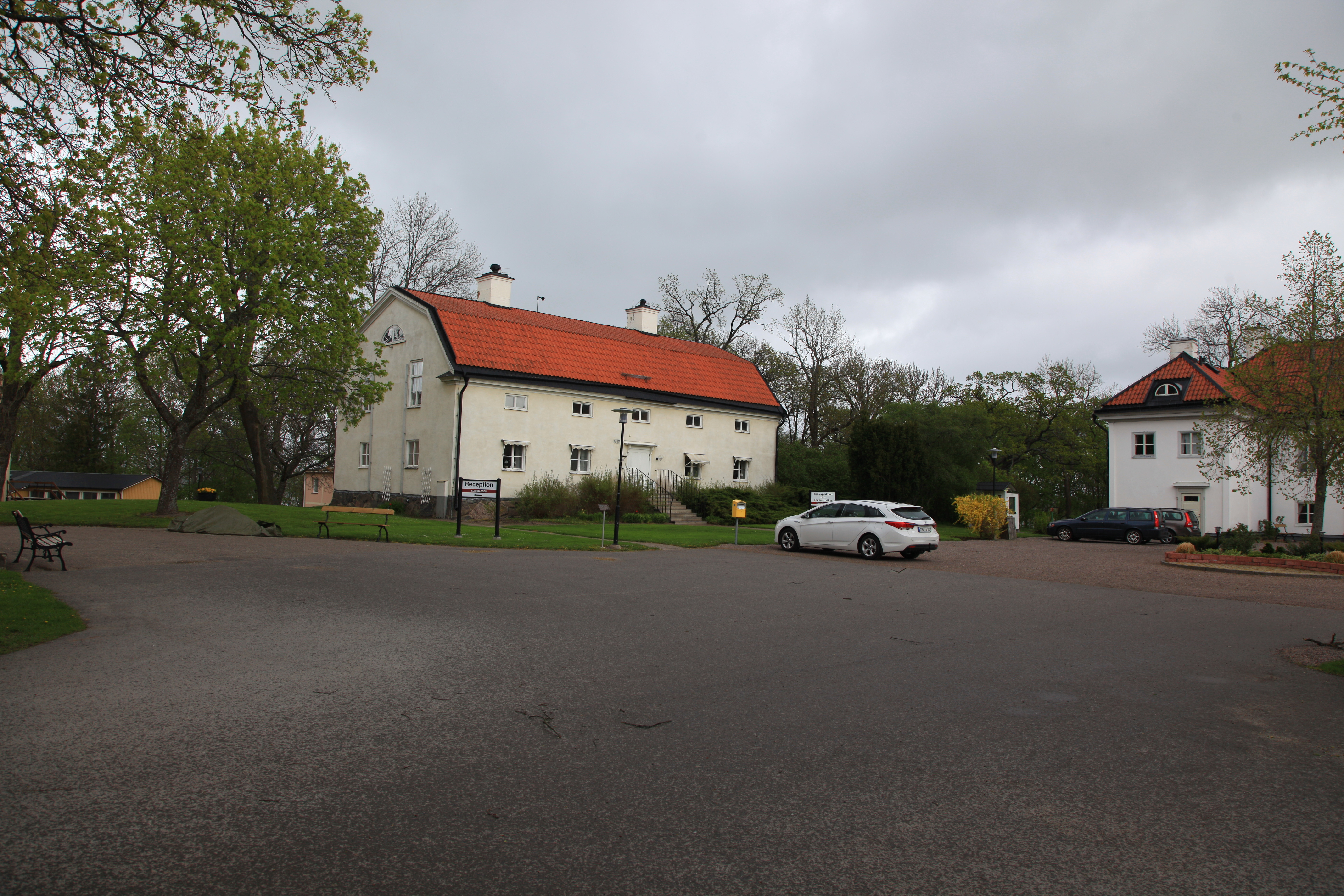
Norra flygelbyggnaden
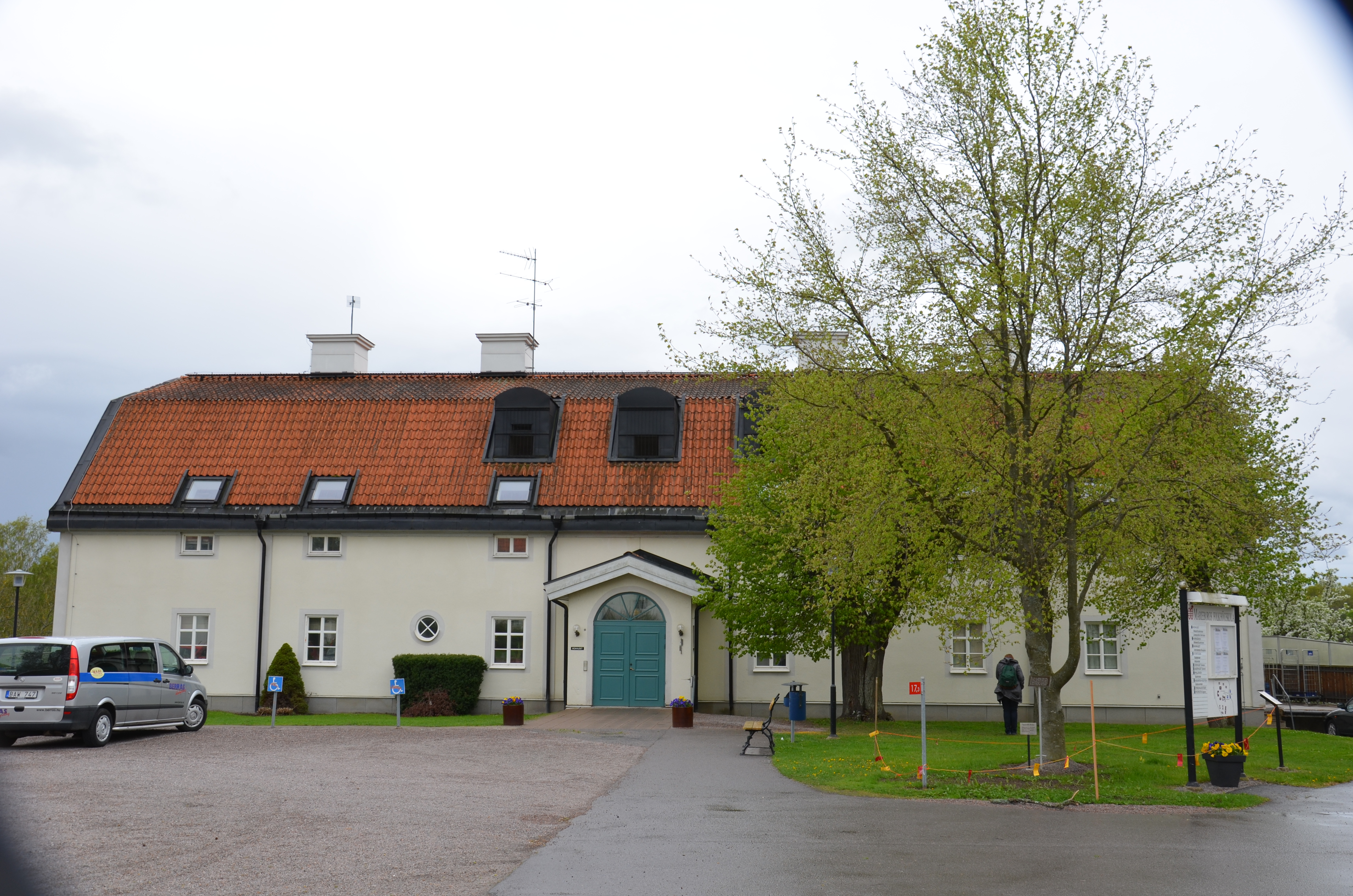
Södra flygelbyggnaden, Munkhuset